# Sœurs de l'Immaculée Conception de Gênes

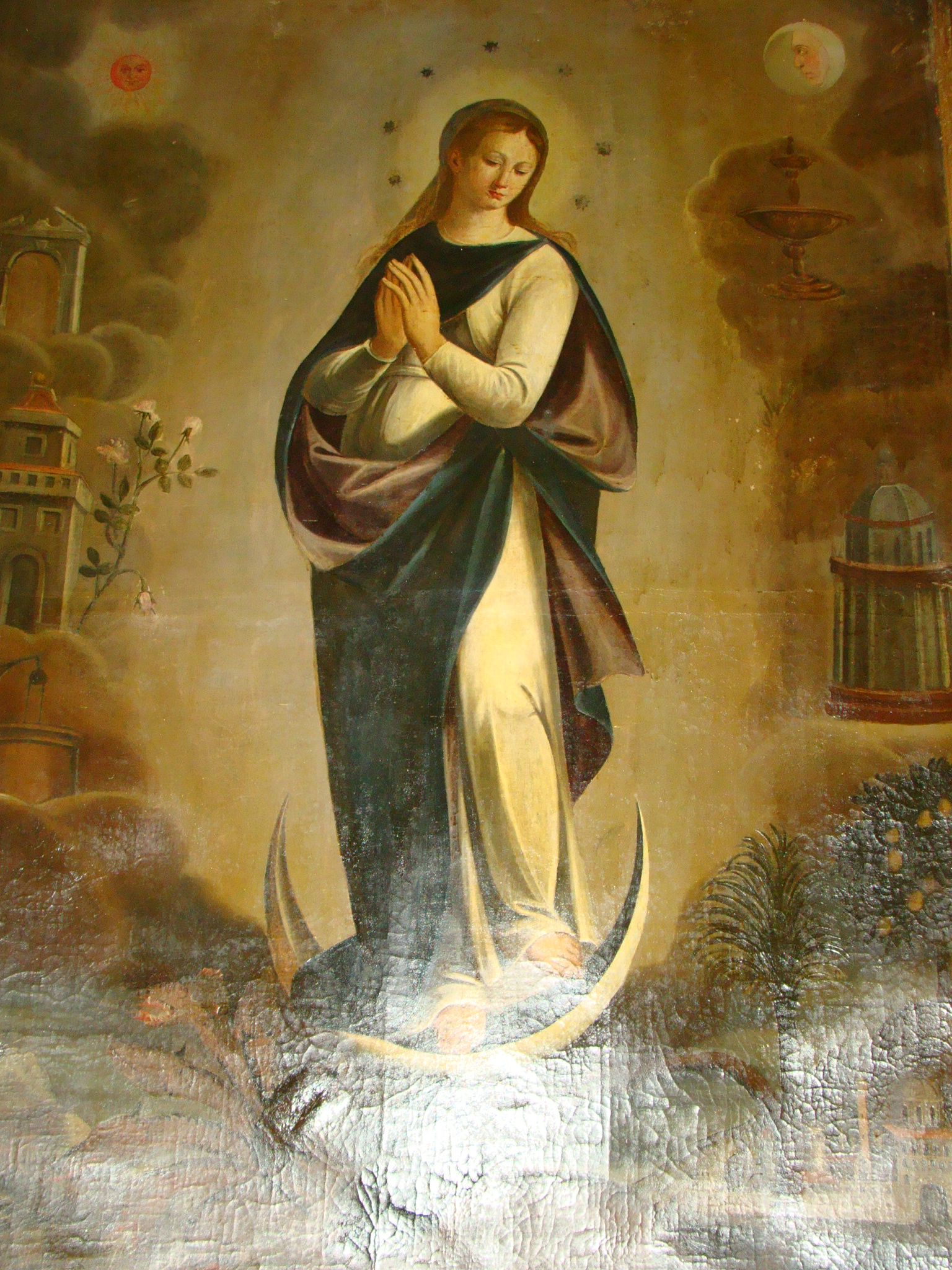
L'Immaculée Conception

Les sœurs de l'Immaculée Conception de Gênes (en latin : Sorores ab Immaculata Conceptione) sont une congrégation religieuse féminine enseignante et hospitalière de droit pontifical.

## Historique
La congrégation est fondée le 15 octobre 1876 à Gênes par le prêtre italien Augustin Roscelli (1818-1902) pour la protection et la formation des filles dans le besoin. L'institut reçoit l'approbation de Mgr Salvatore Magnasco, archevêque de Gênes en 1891 et reçoit le décret de louange en 1913 ; ses constitutions sont définitivement approuvées par le Saint-Siège le 7 mai 1935. 

## Activités et diffusion
Les sœurs de l'Immaculée Conception se consacrent à l'enseignement et aux soins des malades.
Elles sont présentes en:
- Europe : Italie, Roumanie.
- Amérique : Argentine, Canada, Chili.

La maison généralice est à Rome.
En 2017, la congrégation comptait 183 sœurs dans 30 maisons.